# Chiesa di San Michele (Camaiore)
La chiesa di San Michele si trova in piazza Armando Diaz a Camaiore.

## Storia e descrizione
Di origine romanica, venne ricostruita nel secondo dopoguerra.
Presenta la struttura delle semplici pievi toscane, con un'aula unica, coperta a spioventi, e un'abside che sottolinea l'altare maggiore. Il paramento, in bozze di pietra, è a vista sia all'interno che all'esterno.
Il piccolo campanile a vela ospita una campanella risalente agli anni 1930 e azionata manualmente tramite corda.

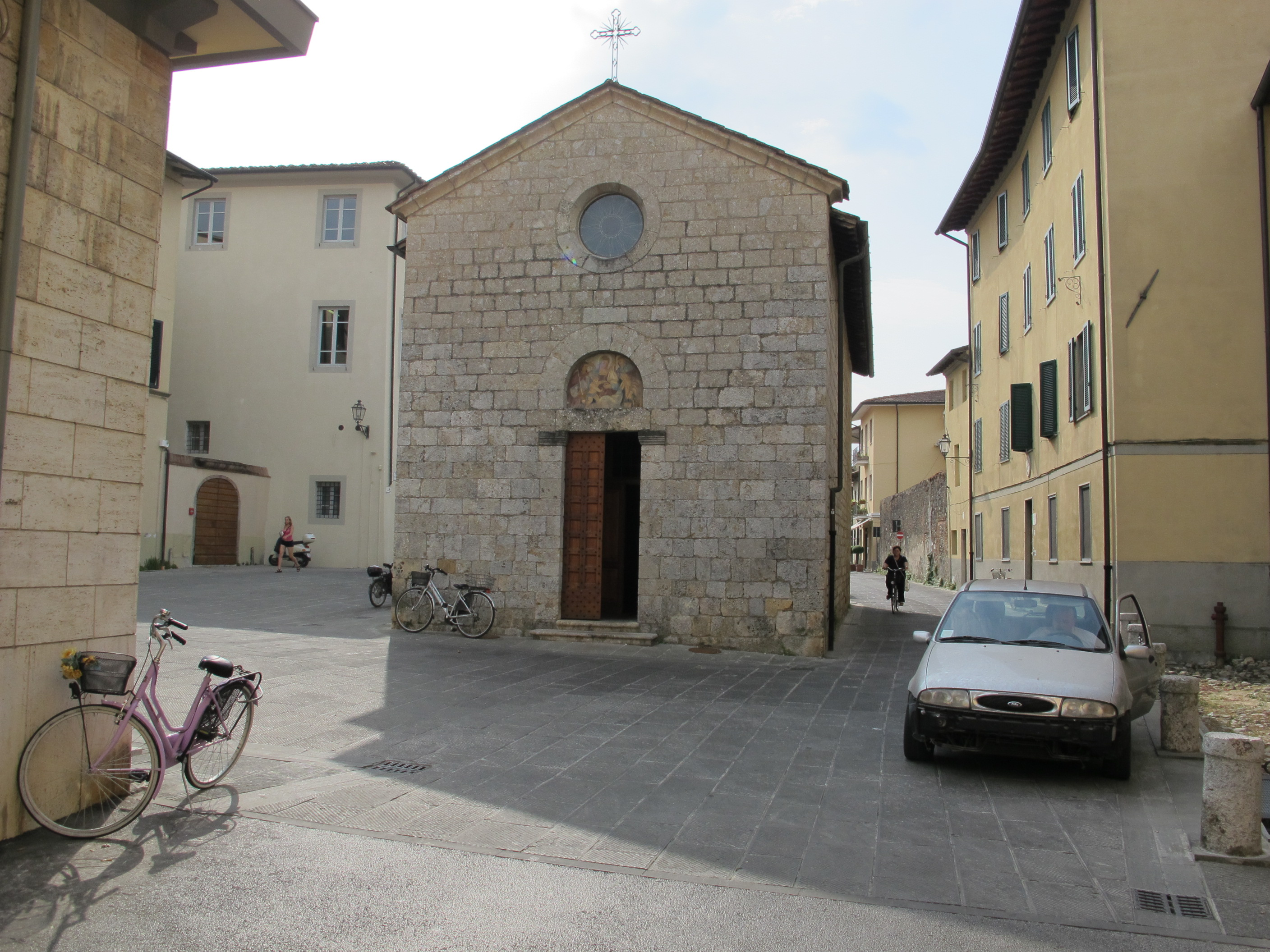
Facciata
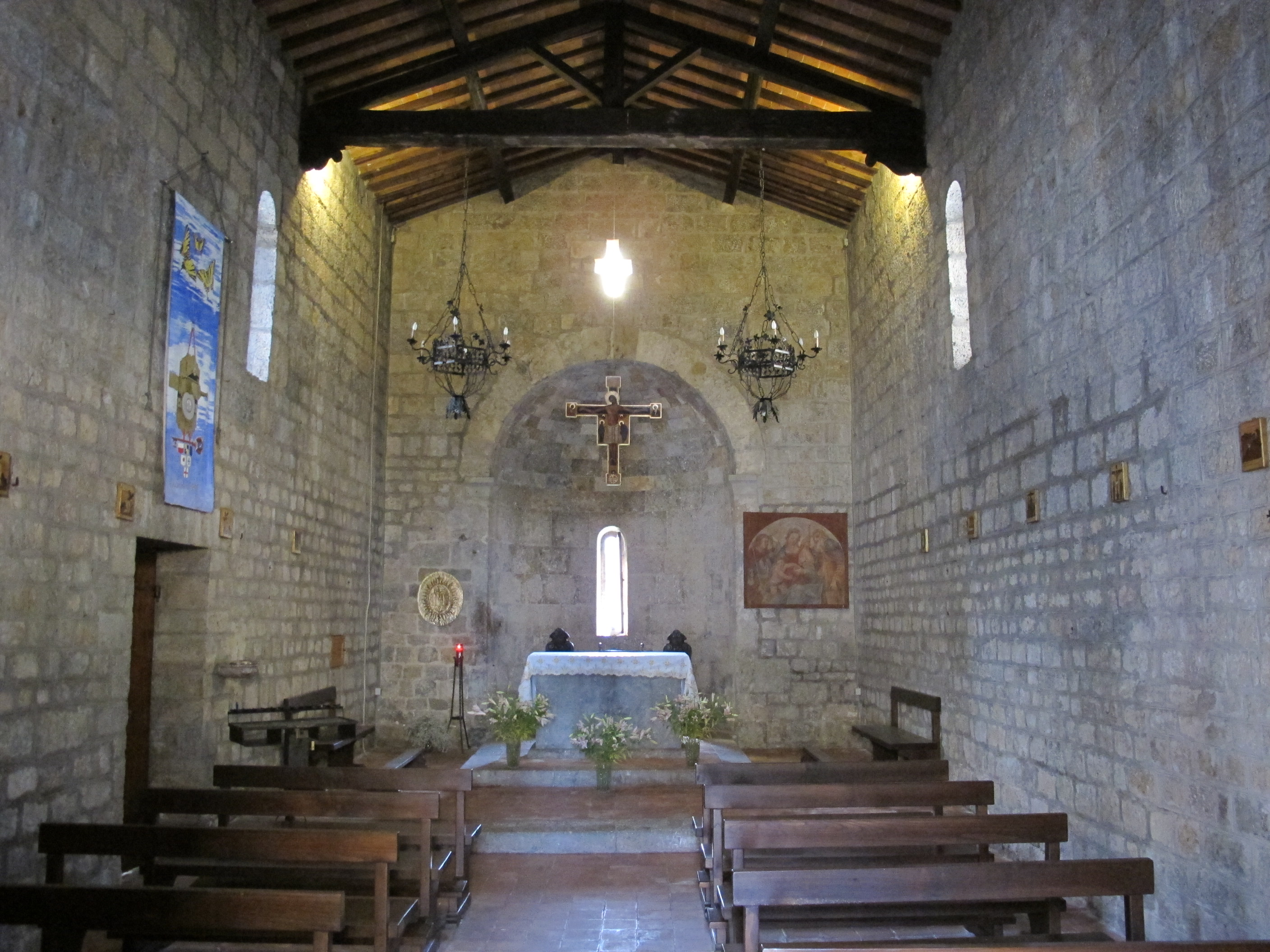
Interno
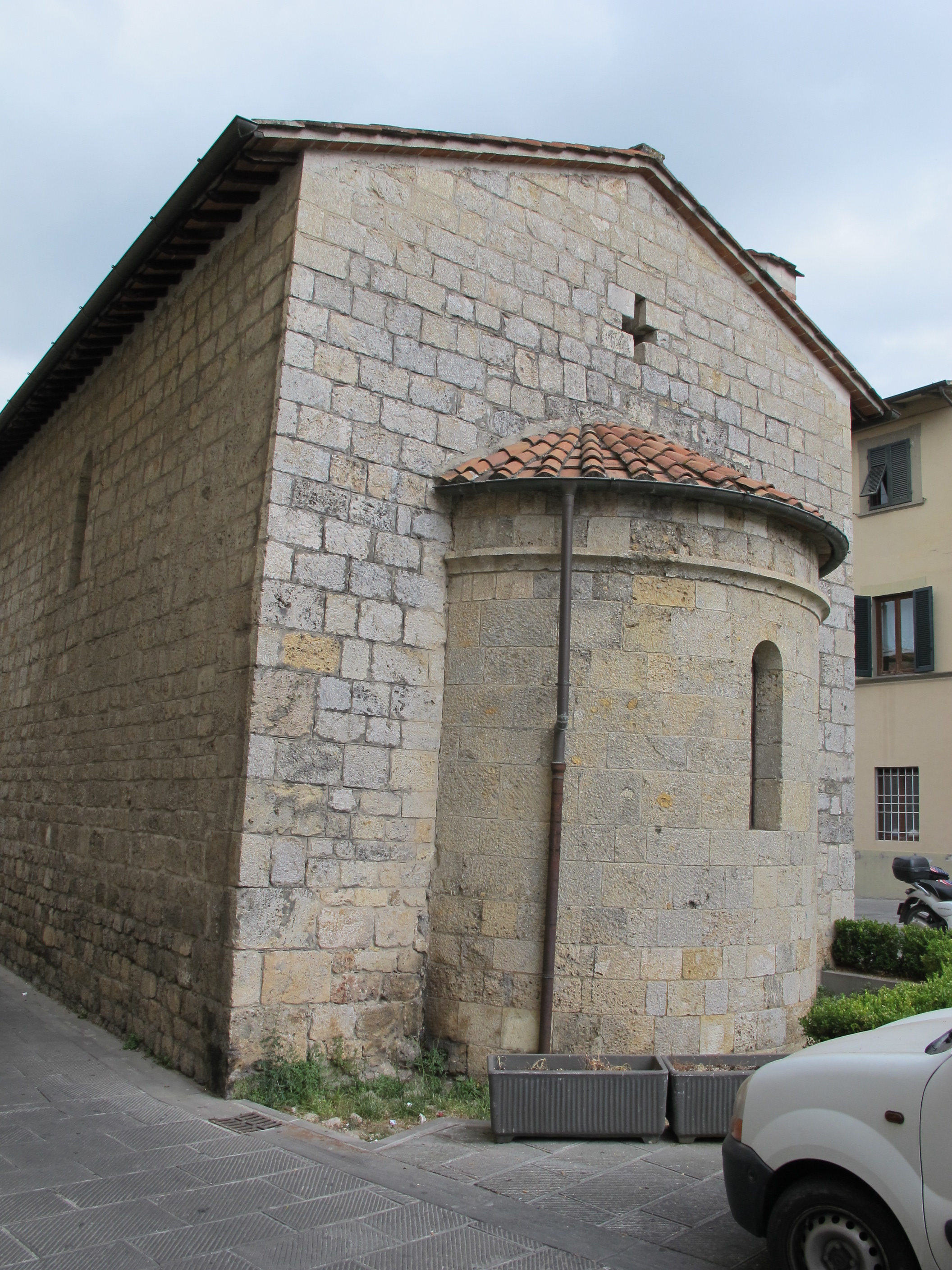
Abside